# Charles Buls

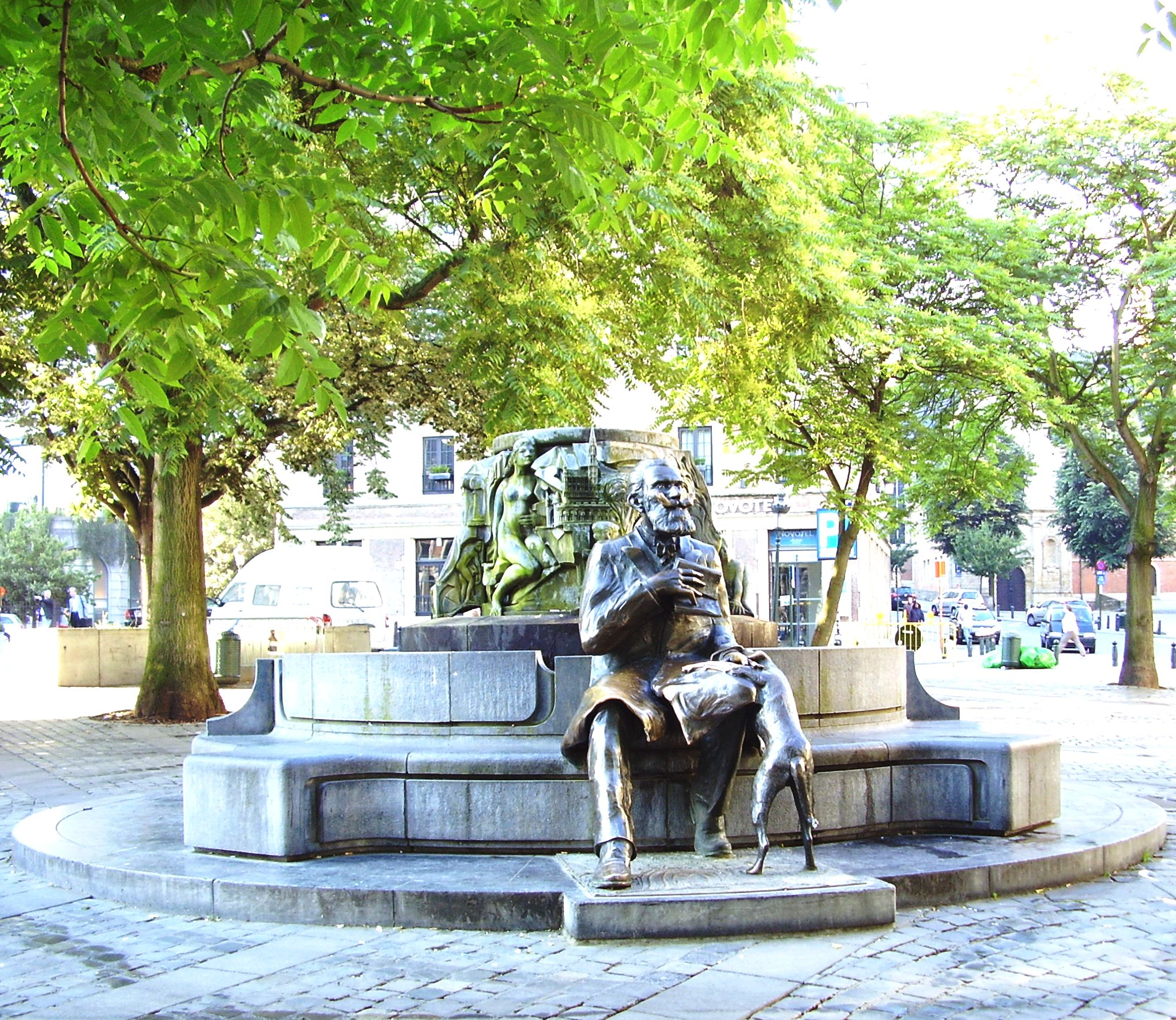
Staty över Charles Buls i Bryssel

Charles Buls, född 13 oktober 1837 i Bryssel, död 13 juli 1914, var en belgisk politiker.
Buls övertog sin fars guldsmedsaffär, men ägnade sig snart alltmer åt allmänna angelägenheter, framför allt undervisningsväsendets främjande. Åren 1886–94 var han medlem av riksdagens representantkammare och tillhörde det doktrinär-liberala partiet. Som borgmästare i Bryssel 1881–99 tillvann sig han aktning även från politiska motståndare. Han utgav bland annat La sécularisation de l'enseignement (1876).